# Saint-Vincent-Jalmoutiers
Saint-Vincent-Jalmoutiers är en kommun i departementet Dordogne i regionen Nouvelle-Aquitaine i sydvästra Frankrike. Kommunen ligger i kantonen Saint-Aulaye som tillhör arrondissementet Périgueux. År 2022 hade Saint-Vincent-Jalmoutiers 220 invånare.

## Befolkningsutveckling
Antalet invånare i kommunen Saint-Vincent-Jalmoutiers
Referens:INSEE